# Gliconeo
Il gliconeo è un verso della metrica classica greca e latina.

## La forma tipica
Il suo schema è 
 X X | — ∪ ∪ — | ∪ X
È forse il più importante dei versi coriambici della metrica eolica, dall'uso vastissimo: lo si incontra nella lirica monodica, nella lirica corale, nella tragedia e nella commedia, nella poesia ellenistica, e in quella latina.
Secondo la tradizione, il nome deriverebbe da un supposto poeta ellenistico Glicone, di cui però non si hanno ulteriori notizie, che probabilmente lo utilizzò come verso stichico; ma il suo uso è ben più antico e lo si incontra già, assieme a versi ad esso imparentati, in Alcmane.
La sua forma presenta significative oscillazioni a seconda dell'ambito in cui è usato: i lirici monodici osservano rigorosamente l'isosillabia, che viene invece meno nella poesia corale e drammatica, in cui una sillaba della base eolica o del coriambo possono essere risolte in due brevi. Queste libertà vengono progressivamente ridotte in epoca ellenistica prima e romana poi: gli alessandrini ritornano ad un'isosillabia rigorosa, e i poeti latini rendono (quasi) obbligatorio lo spondeo iniziale
Le due sillabe libere finali formano di norma un giambo, in tutti i generi in cui il gliconeo è utilizzato; più raramente si incontra uno spondeo, mentre la risoluzione della sillaba lunga finale è rarissima.
La base eolica iniziale invece oscilla tra un maggior numero di forme. Quando l'isosillabia è rispettata, le sue soluzioni sono, dalla più usuale alla più rara, sono:
1. spondeo (usuale)
2. trocheo (usuale)
3. giambo (meno frequente)
4. pirrichio (raro)

Le forme con sostituzione sono invece:
1. tribraco (di norma)
2. dattilo (raro)
3. anapesto (eccezionale)

Già Anacreonte predilige nettamente la base spondaica; questa diviene più tardi la norma a Roma, soprattutto con Orazio, che la considera l'unica forma regolare.

## Ferecrateo
Schema: X X | — ∪ ∪ — | X
La forma catalettica del gliconeo, il ferecrateo, deriva il suo nome dal poeta comico Ferecrate a causa di una errata interpretazione di alcuni suoi versi ambigui, apparentemente ferecratei, ma che di fatto costituiscono una tetrapodia anapestica.
La struttura del ferecrateo è analoga a quella del gliconeo, anche se più regolare: l'ultima sillaba, in quanto finale, è indifferens, la risoluzione di una delle sillabe del coriambo è sempre evitata, la base eolica assume le stesse forme di quella del gliconeo, anche se il dattilo e l'anapesto sono estremamente rari.
In quanto colon catalettico, il ferecrateo è il più delle volte utilizzato come colon finale di una strofa o di un periodo, ma non mancano i casi in cui si incontri in altre posizioni.

## Telesilleo
Schema: X | — ∪ ∪ — | X X
Il gliconeo acefalo prende il nome di telesilleo, da Telesilla, poetessa di tardo VI secolo a.C., che scrisse alcuni componimenti in questo metro.
La sillaba iniziale libera può essere talvolta risolta in un pirrichio; anche una lunga del coriambo può talvolta essere sostituita da due brevi. Quando alle due sillabe finali, la forma più comune è, come per il gliconeo, un giambo, ma non mancano gli esempi di forma spondaica.

## Reiziano
Schema: X | — ∪ ∪ — | X
Il ferecrateo acefalo deriva il suo nome da Friedrich Wolfgang Reiz, filologo tedesco del XVIII secolo, che per primo lo individuò nei versi plautini; questo colon è frequente nella lirica corale e nella poesia drammatica, come nella poesia del teatro romano arcaico. La critica più moderna, a partire da Wilamowitz, ha notato che il reiziano è un tipo di metron con diverse sostituzioni, e che quindi non può a tutti gli effetti essere isolato come una tipologia primaria; in base alle sostituzioni delle quantità sillabiche, il reiziano potrebbe dare esito ai seguenti metra: pentemimere giambico (X-U-X), Pentemimere + giambo irregolare (X---X), dimetro ionico a minore catalettico (UU-U-X), dimetro ionico a maiore catalettico (X-UU-X), e infine il classico pentemimere anaclomeno (UU-UU-X), cioè un hemiepes puro. In sostanza il reiziano appartiene a quella cerchia di metra giambici e ionici che danno esito a diversi metra polischematici, con l'aggiunta dell'anapesto o del coriambo. In poesia fu usato da Bacchilide e Pindaro, in teatro da Aristofane, Eschilo ed Euripide.

## Ipponatteo
Schema X X | — ∪ ∪ — | X X | X
La forma ipercatalettica del gliconeo prende il nome di ipponatteo, dal poeta arcaico Ipponatte. Il suo uso però è più antico del poeta in questione, ritrovandosi già in Alcmane; è utilizzato nella lirica monodica ed è impiegato di frequente come clausula nella lirica corale e nelle parti corali della poesia teatrale.
Strutturalmente la sua resa non differisce da quella del gliconeo: la base eolica iniziale può essere resa con uno spondeo, che resta la scelta più comune, un trocheo o un giambo, oppure ammettere soluzione e formare un tribraco (l'anapesto è eccezionale); talvolta nella poesia corale una lunga del coriambo può essere risolta in due brevi; le due sillabe libere successive assumono di norma la forma di un giambo o più raramente di uno spondeo, mentre l'ultima è indifferens.

## Paragliconeo
Schema X | — ∪ ∪ — | X X | X
Per "paragliconeo" (definizione di W. Koster) si intende un gliconeo contemporaneamente acefalo e ipercatalettico. Questo colon si incontra già in Alcmane; è utilizzato da Saffo (fr. 94 D) e nella poesia corale successiva.
Le sue caratteristiche sono analoghe a quelle di tutti gli altri versi della famiglia del gliconeo: la prima sillaba libera può essere risolta in due brevi; il giambo è la forma dominante per le due sillabe libere dopo il coriambo.